# Zhangcunping (köpinghuvudort i Kina, Hubei Sheng, lat 31,30, long 111,20)
Zhangcunping (kinesiska: 樟村坪, 樟村坪镇) är en köpinghuvudort i Kina. Den ligger i provinsen Hubei, i den centrala delen av landet, omkring 300 kilometer väster om provinshuvudstaden Wuhan. Antalet invånare är 23 342. Befolkningen består av 10 216 kvinnor och 13 126 män. Barn under 15 år utgör 10,0 %, vuxna 15-64 år 79 %, och äldre över 65 år 10,0 %.
Runt Zhangcunping är det ganska tätbefolkat, med 166 invånare per kvadratkilometer. Zhangcunping är det största samhället i trakten. I omgivningarna runt Zhangcunping växer i huvudsak blandskog.
Genomsnittlig årsnederbörd är 1 269 millimeter. Den regnigaste månaden är augusti, med i genomsnitt 242 mm nederbörd, och den torraste är december, med 13 mm nederbörd.